# Петер Симон Палас
Петер Симон Палас (на немски: Peter Simon Pallas; на руски: Пётр Симон Паллас) е знаменит германски и руски изследовател, зоолог, геолог и ботаник, работил дълго време и в Русия; член на Санктпетербургската академия на науките, професор в Санктпетербургския университет.
Той е сред пионерите в класификацията на животните и предлага нова теория за образуването на планините.

## Произход и ранни години (1741 – 1767)
Роден е на 22 септември 1741 г. в Берлин в семейството на професор по хирургия. Учи с частни учители и отрано проявява интерес към естествените науки. По-късно посещава университетите в Хале (1758) и Гьотинген (1759), а през 1760 г. се дипломира в Лайден след като защитава написаната на латински дисертация.
През следващите няколко години Палас пътува в Нидерландия и Англия, след това се установява в Хага и предлага нова система за класификация на животните, малко по-различна от тази на Карл Линей, високо оценена от Жорж Кювие. През 1766 г. публикува „Miscellania Zoologica“, която включва и описание на няколко нови вида гръбначни, които открива в колекциите на нидерландските музеи. Палас планира пътуване до Южна Африка и Азия, но през 1767 г. е извикан от баща си в Берлин. Там той започва да работи върху завършената едва през 1780 г. „Spicilegia Zoologica“. Избран е за член на Британското Кралско дружество на естествоизпитателите и на Имперската римска академия на естествоизпитателите.

## Пребиваване в Русия (1767 – 1795)

### Експедиционна дейност (1768 – 1774)
През 1767 г. Петер Палас е поканен за професор в Санктпетербургската академия на науките. Той ръководи научна експедиция в Сибир, която продължава от 1768 до 1774 г. и изследва районите северно от Каспийско море, Урал и Алтай, достигайки до езерото Байкал.

#### Изследвания в Европейска Русия (1768 – 1770)
През лятото на 1768 г. по пътя за Оренбург изследва голяма част от течението на река Клязма (686 км), като обръща внимание на високите брегове на реката, особено на юг от Владимир. От Владимир преминава през прекрасни гори на юг-югоизток към Касимов, а след това покрай левия бряг на Ока до Муром. Той е първият учен, който изучава Окско-клязминското междуречие. На изток от Муром, след 43° и.д., горите свършват, и по безлесна, хълмиста местност Палас се добира до Арзамас. Той изследва лъкатушещите брегове на река Пяна (423 км, ляв приток на Сура), заобикаляща т.нар. хълмове Межпяние (125 км, 245 м), покрити със смесени гори и разположени в северозападната част на Приволжкото възвишение. През есента през Пенза Палас пресича тези възвишения в най-широката им част. След 47° и.д. отбелязва хълмистата местност, явяваща се вододел между Сура и Волга. През октомври изследва Заволжието и по река Голям Черемшан (336 км) достига до 53° и.д. След това изследва Бугулминско-Белебеевското възвишение, горния басейн на река Сок (375 км) и проследява по цялото им протежение хълмовете Сокски Яр (317 м), разположени покрай десния бряг на реката, като обръща внимание на нефтените залежи. По левия бряг на Волга се връща в Симбирск, където зимува.
През пролетта на 1769 г. изследва възвишението Жигули (375 м) и му прави първата подробна топографска характеристика. На левия бряг на Волга, близо до устието на река Сок, изучава Соколовите планини (282 м), а през лятото изследва вододела между реките Самара и Голям Кинел. В средата на лятото се добира до Оренбург и тръгва отначало на изток до 59° и.д. и изследва Губерлинските планини, а след това на запад и достига до Уралск. От там се спуска по река Урал до устието ѝ като изследва реките Голям (650 км) и Малък Узен (638 км) и езерото Индер (75 км2) и заобикалящите го височини. По този начин Палас става първият учен, който изследва част от Прикаспийската низина. С лодка описва и картира устието на река Урал. През късната есен се връща в Уралск, за да продължи изследванията си, но започналите снеговалежи осуетяват по-нататъшната му работа и по замръзналите пътища се връща в Уфа, където зимува.
През пролетта на 1770 г. от Уфа по река Юрюзан, следвайки 55° с.ш., достига до Челябинск, като извършва първото пресичане на Южен Урал през горните течения на реките Ай и Миас, преодолявайки хребетите Уренга и Уралтау. Изследва системата от езера в горното течение на Миас. От Челябинск отива в Екатеринбург покрай източните склонове на Урал, покрай многочислените езера, които също описва, и покрай горното течение на река Чусовая. На север от Екатеринбург, в изворите на река Тура, Палас описва знаменитото железнорудно находище – планината Благодат (352 м). От там продължава на север с коне по 60° и.д. през горните течения на реките Ляля, Лобва и Каква (всички от басейна на Иртиш) и достига до 60° с.ш. Между 54 – 55º с.ш. изследва хребетите Окто-Карагай и Джабик-Карагай, явяващи се вододел между реките Урал и Тобол. В началото на есента поради заболяване се връща в Челябинск, където провежда следващото зимуване. За целия летен сезон на 1770 г. Палас проследява около 700 км от източните склонове на Урал.
През тези три години експедицията на Палас свършва огромна работа по събирането на научни сведения за икономиката, геологията, географията, природата, климата, животинския и растителния свят на този регион на Русия, живота и бита на населяващите го народи. За първи път са получени достоверни данни за колебанието на нивото на Каспийско море, описани са неизвестни дотогава на науката риба севрюга и степното чифтокопитно – сайгак.

#### Изследвания в Сибир (1771 – 1772)
В началото на лятото на 1771 г. се движи на изток, пресича Ишимската степ, достига до Омск, изкачва се по река Иртиш и в края на юни достига до Семипалатинск, като по пътя описва малки солени езера. Тук на река Иртиш Палас е първия, който среща и описва бял жерав. В средата на юли изследва северозападната част на Алтай, в т.ч. Тигирецкия хребет (2299 м) и басейна на горното течение на река Алей. От Семипалатинск в началото на септември тръгва на север и през Барнаул достига до Томск, като описва възвишението с плоски върхове – Салаирско. От Томск се отправя на югоизток, пресича северната част на Кузнецки Алатау, в края на септември преодолява река Чулим и достига до горното течение на Енисей в района на Минусинската котловина, като отбелязва добрите климатични условия в района. От Абакан преминава на север покрай бреговете на Енисей и през октомври пристига в Красноярск, където зимува.
В началото на март 1772 г. достига на изток до Иркутск, а след това по замръзналото езеро Байкал прониква в Задбайкалието. По реките Селенга и Чикой достига до Кяхта. В началото на април се връща в устието на Селенга и се отправя на изток по долината на река Уда и през изворите на река Хилок пристига в Чита. От Чита се насочва на югоизток и изследва Яблоновия хребет (1680 м). След това изследва долината на река Онон (1032 км), безотточното езеро Барун-Торей и реките Улдза и Ималка, вливащи се в него, долното течение на река Борзя (десен приток на Онон) и десния приток на река Ингода – река Тура и в началото на юни се завръща в Чита. От там тръгва на северозапад към езерото Болшое Еравное, от където продължава на юг, пресича Худунския хребет и се движи покрай южните му склонове до 108º 30` и.д. Пресича от север на юг хребета Цаган-Дабан (1426 м) и по реките от басейна на Селенга достига до най-голямото езеро в Задбайкалието – Гусиное (163 км2, на 106º 20` и.д.). Изследва го, преминава покрай южния бряг на Байкал и през август се завръща в Красноярск, а през есента отново изследвал Минусинската котловина. През зимата на 1772 – 1773 г. се движи обратно на запад до Челябинск, където зимува.
По време на експедицията Палас открива близо до град Красноярск 670-килограмова буца метал. Той успява да я превози до Санкт Петербург. Изследванията показват, че това е нов тип метеорит, наречен в негова чест Паласово желязо, а групата метеорити от същия вид са наречени паласити.

#### Нови изследвания в Европейска Русия (1773 – 1774)
През март 1773 г. тръгва от Челябинск на северозапад и пресича Урал до река Уфа (на 56º с.ш.). Следвайки на запад през горното течение на река Ирен (ляв приток на Силва, от басейна на Кама), той достига до горното течение на река Танип (десен приток на Белая, от басейна на Кама) 56º и.д., а след това и до Кама на 54º и.д. През април и май пресича Кама и Сарапулските възвишения, завива на юг и по 53º и.д. преминава през Бугулминско-Белебеевските възвишения, Общия Сърт и достига до река Урал. Покрай десния ѝ бряг се спуска до 50º с.ш., завива на югозапад и проследява течението на река Кушум (бифуркация на Урал и губеща се в езерото Бирказанкол – 49°10′ с. ш. 50°20′ и. д. / 49.166667° с. ш. 50.333333° и. д.). Изследва Камъш-Самарските езера и долните течения на вливащите се в тях реки Голям и Малък Узен, продължава на югозапад, пресича пустинята Рън-пески (около 40 хил. км2, най-голямата в Европа) и в средата на юни се добира до Астрахан. След това изследва Сарпинската низина, река Сарпа и Сарпинските езера. През есента изследва езерата Елтон и Баскунчак и височините Голямо (149 м) и Малко Богдо (34 м). Зимува в Царицин (сега Волгоград). В средата на 1774 г. се завръща в Петербург.

### Научна дейност в Русия
Независимо от правителствената поддръжка експедицията преминава в нечовешки трудни условия. Тридесет и тригодишния Палас се завръща от нея съвършено побелял и физически разбит, а предстои още по-голям труд: сортиране и описване на огромното количество натрупал се за тези години материал, нечетливи записки, дневници с наблюдения, колекции, хербарии... Работа за много години. Резултатите са публикувани най-напред в петтомна книга излязла на немски език „Reise durch verschiedene Provinzen des russischen Reichs“ (1771 – 1776), на руски „Путешествия по разным провинциям Российского государства“ (ч. 1 – 3, в 5 тт., 1773 – 88), а след това на френски и италиански.
През 1777 г. е публикувана и получава световна известност речта му пред събрание на Петербургската академия на науките „Наблюдения над образованием гор и над изменениями, произходящими на земном шаре, в часности, в отношении к Российской империи“, в която формулира оригинална теория за образуването и развитието на Земята. През тези години здравето му все повече се влошава. Съзнавайки това, той охотно помага на Академията на науките за съставяне на проекти за експедиции в Сибир. Член е на Топографската комисия, историкограф към Адмиралтейската колегия, член на Свободното икономическо дружество и обучава на естествени науки внуците на Екатерина II.
През 1790 г., заедно с цялото си семейство и за собствена сметка, се отправя към Крим, току-що присъединен към Русия. Посещава Твер, Москва, Судогда, Арзамас, Пенза, Саратов, Царицин, Астрахан, изкачва се по река Кума до Ставропол и от там през Новочеркаск и Перекоп пристига в Симферопол и в продължение на повече от три години изследва полуострова. През 1794 г. представя в Академията на науките отчет за проведените на полуострова изследвания „Краткое физическое и топографическое описание Таврической области“ (СПБ, 1795) и едновременно с това молба до императрицата да му се разреши да се засели в Крим, за да се лекува. Молбата му е удовлетворена и през 1795 г. Палас се преселва в Крим.

## Последни години (1795 – 1811)
Петнадесет години Палас живее в Крим, като през цялото време продължава неговата полева изследователска дейност. Същевременно развива научна и административна дейност. Всячески съдейства за създаване на училища, горски стопанства, развитие на градинарството и лозарството. Постоянните разправии със съседите, ширещата се малария в района, желанието да се види с по-възрастния си брат – го навеждат на мисълта да се върне в Берлин, който е напуснал преди 42 години.
Прусия възторжено посреща 70-годишния старец. Палас се впуска с нови сили в научните новости, мечтае за пътувания по музеите във Франция и Италия, но разстроеното му здраве не му позволява да осъществи плановете си. Умира в Берлин на 8 септември 1811 г. на 69-годишна възраст.

## Памет
Неговото име носят:
- връх Палас (60°27′ с. ш. 59°13′ и. д. / 60.45° с. ш. 59.216667° и. д., 1337 м), в Северен Урал;
- връх Палас (Водоразделен, 52°08′ с. ш. 113°02′ и. д. / 52.133333° с. ш. 113.033333° и. д., 1236 м), в Читинска област, Русия;
- вулкан Палас (47°21′ с. ш. 152°29′ и. д. / 47.35° с. ш. 152.483333° и. д., 993 м), на остров Кетой, от Курилските о-ви;
- град Паласовка (50°03′ с. ш. 46°53′ и. д. / 50.05° с. ш. 46.883333° и. д.), във Волгоградска област, Русия;
- полуостров Палас (75°57′ с. ш. 93°01′ и. д. / 75.95° с. ш. 93.016667° и. д.), на западния бряг на п-ов Таймир;
- риф Палас, край бреговете на остров Нова Гвинея;
- улица „Палас“ в Берлин, Волгоград и Новосибирск.